# アルキド
アルキド（alkyd）は、アルキッドとも呼ばれ、ポリエステルに属する樹脂のグループである。
アルキドの語は、ポリエステルのモノマーであるalcohol（アルコール） + acid（酸）もしくは acid anhydride（酸無水物）に由来するとされる。アルコールと酸の反応物はエステルなので、語源を文字どおりに解釈すればエステルと同義になるが、アルキドは塗料や印刷インキの業界で使用されるものを指すことが多い。この場合は、着色剤との適合を良くするため、油脂をも反応に加えた、油変性アルキドの略称とも考えられる。
油脂は脂肪酸とグリセリンからなるエステルである。油脂にさらにグリセリンを加えて反応させると油脂（水に溶けない）およびグリセリン（水に溶ける）の中間の性質（どちらとも親和する）ものを、自由に作ることができる。更に好みの酸とポリアルコール類を加えて反応させると、硬さ、強靭さ、薬品に侵されない、電気を通さない、などの性質を調節した樹脂が作れる。反応を終わった樹脂は、扱いやすくするため、溶剤に溶かすことが多い。
よく使用される原料として以下のものがある。
- 油脂: 大豆油、ヤシ油、亜麻仁油など。
- 酸: 無水フタル酸、無水マレイン酸、アジピン酸など。
- ポリアルコール: ペンタエリトリトール、トリメチロールプロパン、プロピレングリコールなど。
- 溶剤: キシレン、ナフサなどの石油系が多いが、場合により水も用いる。

用途として塗料、印刷インキなどが挙げられる。